# Godricova dolina
Godricova dolina fiktivno je selo u romanima J. K. Rowling.
Bilo je to posljednje mjesto skrivanja Lilly i Jamesa Pottera prije nego što ih je Lord Voldemort usmrtio 31. listopada 1981. Tad je i Harry dobio svoj ožiljak u obliku munje. 
Neki čitatelji misle da je u Godricovoj dolini bila kuća Jamesovih roditelja ili jednog od osnivača Hogwartsa - Godrica Gryffindora. U 7. knjizi Harry posjećuje grob i kuću svojih roditelja.
Godricova dolina nalazi se u jugozapadnoj Engleskoj.
Još jedan slavni stanovnik Godricove doline bio je Bowman Wright, izumitelj zlatne zvrčke.